# كلايتون ميشيل أفونسو
كلايتون ميشيل أفونسو (18 يوليو 1988 في البرازيل - ) هو لاعب كرة قدم برازيلي في مركز الدفاع. لعب مع Shizuoka FC ‏ وMetro Gallery FC ‏ ونادي تاي بو ونادي إيسترن سبورتس ونادي لوندرينا.

## وصلات خارجية
- كلايتون ميشيل أفونسو على موقع قاعدة بيانات كرة القدم.إي يو (الإنجليزية)
- كلايتون ميشيل أفونسو على موقع ناشيونال فوتبول تيمز (الإنجليزية)
- كلايتون ميشيل أفونسو على موقع Soccerway.com (الإنجليزية)